# Przewlekła napadowa hemikrania
Przewlekła napadowa hemikrania (zespół Sjaastada, Chronic paroxysmal hemicrania, CPH, Sjaastad syndrome) – rzadka postać samoistnego bólu głowy przypominającego klasterowy ból głowy, ale o znacznie większej częstości napadów w trakcie dnia i krótszym czasie trwania pojedynczego napadu. 
Częstość CPH szacuje się na 0,0005-0,002% populacji. Znacznie częściej spotykana u kobiet, ujawnia się w 2. lub 3. dekadzie życia. 
Połowicze bóle głowy w CPH są bardzo silne, umiejscowione w okolicy okołooczodołowej i czołowo-skroniowej, z promieniowaniem do karku i ramienia. Towarzyszą im tożstronne objawy wegetatywne. Czas trwania napadu wynosi 2-45 minut, średnio 15 min. Liczba napadów w ciągu dnia wynosi przeciętnie 5-40.
Znamienna jest bardzo dobra odpowiedź na indometacynę (50–100 mg doustnie 2 razy dziennie).